# Extraliga (Belarus) 1995/96
Die Saison 1995/96 war die vierte Spielzeit der belarussischen Extraliga, der höchsten belarussischen Eishockeyspielklasse. Meister wurde zum ersten Mal in der Vereinsgeschichte überhaupt Polimir Nawapolazk.

## Hauptrunde

### Modus
In der Hauptrunde absolvierte jede der vier Mannschaften insgesamt sechs Spiele. Der Erstplatzierte der Hauptrunde wurde Meister. Für einen Sieg erhielt jede Mannschaft zwei Punkte, bei einem Unentschieden gab es einen Punkt und bei einer Niederlage null Punkte.

### Tabelle
|    | Klub               | Sp | S | U | N | Tore  | Punkte |
| -- | ------------------ | -- | - | - | - | ----- | ------ |
| 1. | Polimir Nawapolazk | 6  | 5 | 0 | 1 | 28:14 | 10     |
| 2. | Tiwali Minsk       | 6  | 4 | 0 | 2 | 19:15 | 8      |
| 3. | HK Njoman Hrodna   | 6  | 3 | 0 | 3 | 22:17 | 6      |
| 4. | Belstal Schlobin   | 6  | 0 | 0 | 6 | 06:29 | 0      |

Sp = Spiele, S = Siege, U = unentschieden, N = Niederlagen, OTS = Overtime-Siege, OTN = Overtime-Niederlage, SOS = Penalty-Siege, SON = Penalty-Niederlage